# Shin – Cậu bé bút chì: Truyền thuyết nhẫn thuật Ninja
Shin – Cậu bé bút chì: Truyền thuyết nhẫn thuật Ninja (クレヨンしんちゃん もののけニンジャ珍風伝 Kureyon Shin-chan: Mononoke Ninja Chinpūden) là một bộ phim điện ảnh anime năm 2022 của Nhật Bản do Shin-Ei Animation sản xuất. Đây là bộ phim điện ảnh thứ 30 trong sê-ri điện ảnh của Shin – Cậu bé bút chì. Bộ phim do Masakazu Hashimoto làm đạo diễn và được viết kịch bản bởi Masakazu Hashimoto và Kimiko Ueno.
Bộ phim được khởi chiếu vào ngày 22 tháng 4 năm 2022 tại Nhật Bản và ngày 6 tháng 1 năm 2023 tại Việt Nam.

## Sơ lược
Ngày nọ, một người phụ nữ tên là Chiyome Hesogakure cùng với một cậu bé tên là Chinzō đã đến thăm gia đình Nohara và tuyên bố rằng bà mới chính là mẹ ruột của Shinnosuke và bắt cậu nhóc đến làng Ninja. Tại làng Ninja, gia tộc Hesogakure đã và đang bảo vệ "cái rốn của Trái Đất" bằng cách bịt kín nó bằng nút vàng nguyên chất thông qua "kỹ thuật Mononoke" được truyền từ đời này sang đời khác. Nếu nó rơi ra, Trái Đất sẽ khô héo, ngừng quay và "ngày mai" của nhân loại sẽ biến mất! Shinnosuke phải tiết lộ bí mật về sự ra đời của mình và bảo vệ tương lai của trái đất cũng như "ngày mai" của gia đình.

## Diễn viên
- Yumiko Kobayashi[7] vào vai Shinnosuke Nohara
- Miki Narahashi[7] vào vai Misae Nohara
- Toshiyuki Morikawa[7] vào vai Hiroshi Nohara
- Satomi Kōrogi[7] vào vai Himawari Nohara
- Mari Mashiba vào vai Shiro và Toru Kazama
- Tamao Hayashi vào vai Nene Sakurada
- Teiyū Ichiryūsai vào vai Masao Sato
- Chie Satō vào vai Bo Suzuki
- Rina Kawaei[10] vào vai Chiyome Hesogakure
- Ayahi Takagaki[11] vào vai Chinzō Hesogakure
- Natsuki Hanae[11] vào vai Gomaemon Hesogakure
- Jin Urayama[11] vào vai trưởng lão làng Ninja
- Aoi Yūki[11] vào vai thư ký của trưởng lão
- Sora Amamiya[11] vào vai Fūko
- Yū Sawabe (Haraichi)[10] vào vai chính mình
- Yūki Iwai (Haraichi)[10] vào vai chính mình
- Tesshō Genda vào vai Action Kamen

## Nhạc phim
- Vì Mặt Trời sẽ lại mọc (緑黄色社会 Hi wa Mata Noboru Kara?) (Ca khúc chủ đề): Ryoku Oushoku Shakai[12][13]

## Phát hành
Bộ phim đã được khởi chiếu tại Nhật Bản vào ngày 22 tháng 4 năm 2022. Dự án cũng đã được phát hành tại Singapore vào ngày 8 tháng 9 năm 2022 bởi Muse Asia.
Tại Việt Nam, bộ phim được xác nhận được khởi chiếu vào ngày 6 tháng 1 năm 2023.